# Aușeu
Aușeu (Kisősi en hongrois) est une commune roumaine du județ de Bihor, en Transylvanie, dans la région historique de la Crișana et dans la région de développement Nord-Ouest.

## Géographie
La commune d'Aușeu est située dans l'est du județ, à la limite avec le județ de Sălaj, dans la vallée du Crișul Repede et dans les Monts Plopiș, à 10 km à l'est d'Aleșd et à 49 km à l'est d'Oradea, le chef-lieu du județ.
La municipalité est composée des six villages suivants (nom hongrois), (population en 2002) :
- Aușeu (Kisősi), (524), siège de la mairie ;
- Cacuciu Vechi (Kiskakucs), (191) ;
- Codrișoru, (Szekatura), (77) ;
- Gheghie (Körösgégény), (245) ;
- Groși (Tőtös), (967) ;
- Luncșoara (Élesdlok), (1 045).

## Histoire
La commune, qui appartenait au royaume de Hongrie, en a donc suivi l'histoire.
Après le compromis de 1867 entre Autrichiens et Hongrois de l'empire d'Autriche, la principauté de Transylvanie disparaît et, en 1876, le royaume de Hongrie est partagé en comitats. Aușeu intègre le comitat de Bihar (Bihar vármegye) et le district d'Élesd.
À la fin de la Première Guerre mondiale, l'Empire austro-hongrois disparaît et la commune rejoint la Grande Roumanie au traité de Trianon.
En 1940, à la suite du deuxième arbitrage de Vienne, elle est annexée par la Hongrie jusqu'en 1944, période durant laquelle sa communauté juive est exterminée par les nazis. Elle réintègre la Roumanie après la Seconde Guerre mondiale au traité de Paris en 1947.

## Politique
| Période                                  | Période  | Identité       | Étiquette | Qualité |
| ---------------------------------------- | -------- | -------------- | --------- | ------- |
| Les données manquantes sont à compléter. |          |                |           |         |
|                                          | 2012     | Nicolae Bohcci | PNL       |         |
| 2012                                     | En cours | Mitică Lazăr   | PNL       |         |

| Parti | Parti                        | Sièges |
| ----- | ---------------------------- | ------ |
|       | Parti national libéral (PNL) | 7      |
|       | Parti social-démocrate (PSD) | 4      |

## Religions
En 2002, la composition religieuse de la commune était la suivante :
- Chrétiens orthodoxes, 79,46 % ;
- Pentecôtistes, 6,72 % ;
- Catholiques romains, 6,59 % ;
- Baptistes, 6,46 %) ;
- Grecs-Catholiques, 0,39 % ;
- Réformés, 0,16 %.

## Démographie
En 1910, à l'époque austro-hongroise, la commune comptait 2 960 Roumains (85,48 %), 91 Hongrois (2,63 %), 42 Slovaques (1,21 %) et 37 Allemands (1,07 %),.
En 1930, on dénombrait 3 379 Roumains (89,68 %), 238 Slovaques (6,32 %), 64 Juifs (1,70 %), 45 Hongrois (1,19 %), 37 Roms (0,98 %) et 3 Allemands (0,08 %).
En 1956, après la Seconde Guerre mondiale, 3 600 Roumains (93,10 %) côtoyaient 211 Slovaques (5,46 %), 37 Hongrois (0,96 %), 13 Tsiganes (0,34 %) et 5 rescapés juifs (0,13 %).
En 2002, la commune comptait 2 637 Roumains (86,48 %), 206 Roms (6,75 %), 196 Slovaques (6,42 %) et 9 Hongrois (0,29 %). On comptait à cette date 1 254 ménages et 1 167 logements.
| 1880  | 1890  | 1900  | 1910  | 1920  | 1930  | 1941  | 1956  | 1966  |
| ----- | ----- | ----- | ----- | ----- | ----- | ----- | ----- | ----- |
| 2 512 | 2 970 | 3 139 | 3 463 | 3 555 | 3 768 | 4 114 | 3 867 | 3 671 |

| 1977  | 1992  | 2002  | 2007  | - | - | - | - | - |
| ----- | ----- | ----- | ----- | - | - | - | - | - |
| 3 689 | 3 193 | 3 049 | 3 073 | - | - | - | - | - |

## Économie
L'économie de la commune repose sur l'agriculture et l'élevage.

## Communications

### Routes
Aușeu est située sur la route nationale DN1 (route européenne 60) Oradea-Cluj-Napoca.

### Voies ferrées
La commune est desservie par la ligne Oradea-Bucarest des Chemins de fer roumains.

## Lieux et monuments

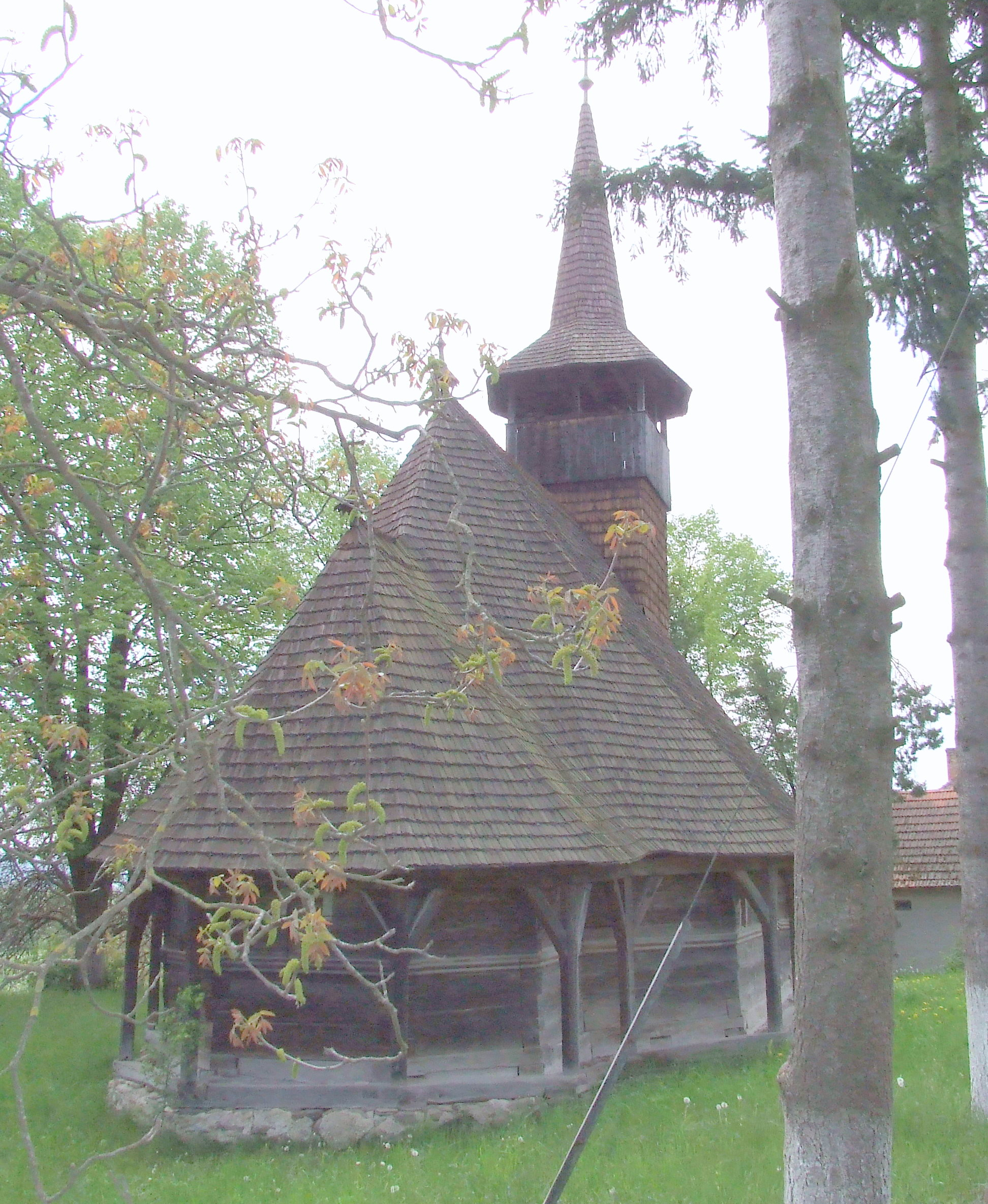
L'église St Georges de Luncșoara

- Aușeu, église orthodoxe datant de 1888[7] ;
- Gheghie, église orthodoxe en bois des Sts Apôtres Pierre et Paulo datant du XVIIIe siècle, classée monument historique[7] ;
- Gheghie, château Zichy, deuxième moitié du XIXe siècle ;
- Groși, église orthodoxe datant de 1911[7] ;
- Luncșoara, église orthodoxe en bois St Georges datant de 1700, classée monument historique[7].

## Personnalités
- Alexandru Roman, (1826-1897), journaliste roumain, membre fondateur de l'Académie roumaine.